# Anicetus (Freigelassener Neros)
Anicetus († nach 62 n. Chr. auf Sardinien) war ein Freigelassener des römischen Kaisers Nero, der möglicherweise der Adelsfamilie der Domitier angehörte. Er war dem Kaiser bei den Anschlägen gegen dessen Mutter Agrippina und Gattin Octavia behilflich.

## Leben
Anicetus wurde einer der Erzieher des jungen Nero, als dieser nach der Ermordung des Kaisers Claudius (41 n. Chr.), seines Stiefvaters, in den Haushalt seiner Mutter Agrippina gelangte. Zu Agrippina hatte Anicetus ein feindliches Verhältnis.
59 n. Chr. war Anicetus Präfekt der Flotte von Misenum. Damals beschloss Nero die Ermordung seiner Mutter. Nachdem er mehrere Anschlagspläne wegen diverser Bedenken verworfen hatte, schlug Anicetus ihm vor, ein Schiff so zu präparieren, dass sich während einer Seefahrt ein Teil von ihm abtrennen würde. Wenn Agrippina auf das Meer hinausfahren wolle, müsse sie zur Besteigung dieses Wasserfahrzeugs verleitet werden und würde nach der inszenierten Ablösung des Schiffsteils ins tiefe Wasser stürzen. Wenn sie bei einem Schiffbruch umkäme, würden alle an einen Unfall glauben, zumal der Kaiser seine Sohnesliebe durch die Weihung eines Tempels für die Verstorbene öffentlich bezeugen könne. Dieser Plan fand Neros Zustimmung und wurde während eines Treffens des Kaisers mit seiner Mutter in Kampanien realisiert, scheiterte aber; die leicht verwundete Agrippina konnte sich schwimmend und mit Hilfe eines entgegenkommenden Bootes an Land retten. Als Nero vom Überleben seiner Mutter erfuhr, erhielt Anicetus den Auftrag, den Mordanschlag zu einem erfolgreichen Ende zu führen. Daraufhin wählte Anicetus zuverlässige Flottenbefehlshaber und einige Mannschaften aus, eilte mit ihnen zu Agrippinas Landhaus und drang dort mit Gewalt ein. Beim Eintritt des Anicetus und einiger Bewaffneter in das Schlafzimmer der Kaisermutter rief diese aus, sie könne nicht glauben, dass Nero einen Muttermord befohlen habe. Doch der Schiffshauptmann Herculeius schlug Agrippina mit einem Knüppel auf den Kopf und der Flotten-Centurio Obaritus zückte seinen Dolch zum Todesstoß. Agripina wurde mehrfach verwundet und verblutete. Die Mordtat ereignete sich wohl in der Nacht vom 23. auf den 24. März 59.
Für seine Beihilfe zur Tötung Agrippinas erhielt Anicetus nur geringe Anerkennung. Drei Jahre später, 62 n. Chr., wollte Nero seine Gemahlin Octavia loswerden und dachte wiederum Anicetus eine entscheidende Rolle dabei zu. Er ließ daher Anicetus zu sich rufen und forderte ihn zur Ablegung eines falschen Geständnisses auf. Demnach sollte Anicetus bekennen, dass Octavia ihn verführt und mit ihm Ehebruch begangen habe, um über ihn die Flottensoldaten für einen Putsch zu gewinnen. Dafür versprach Nero ihm eine geheime Belohnung und den Aufenthalt an einem angenehmen Rückzugsort, drohte ihm aber gleichzeitig im Weigerungsfall die Todesstrafe an. Anicetus gestand vor einem Rat kaiserlicher Freunde, was der Princeps von ihm gewünscht hatte. Daraufhin wurde er formell nach Sardinien verbannt, wo er, mit auskömmlichen Mitteln versehen, sein restliches Leben verbrachte und eines natürlichen Todes starb. Nero erklärte aber öffentlich, dass Octavia den Flottenpräfekten verführt habe, und ließ sie auf die Insel Pandateria verbannen und dort ermorden.